# 레이저 대공무기
레이저 대공무기는 대한민국이 개발한 드론 요격용 레이저포이다. 한국형 스타워즈라고도 부른다. 시제품 개발은 방산업체인 한화가 맡기로 했다.

## 역사

### 이명박 정부
2008년 9월 29일, 이명박 대통령과 드미트리 메드베데프 대통령은 모스크바 크렘린 대궁전에서 2시간에 걸친 단독 및 확대정상회담을 갖고 1990년 수교 이래 양국관계의 비약적 발전을 감안해 한러 관계를 기존 포괄적 동반자 관계에서 전략적 동반자로 관계로 격상하는 데 합의했다. 이는 수교 이후 경제와 문화 분야를 중심으로 발전해온 양국관계를 전면적으로 심화시키는 것. 특히 전략적 동반자 관계로 격상되면 양국 관계는 정치, 외교, 안보 등의 민감한 분야로까지 교류의 폭과 깊이가 확대된다. 이에 따라 한러 양국은 우선 외교·안보 분야에서 제1차관급 전략대화 개최와 군 인사교류 및 군사기술 등 국방 분야의 교류 협력을 지속적으로 발전시켜 나가는 데 합의했다.
2010년 9월 10일, 이명박 대통령이 예정에 없던 러시아 방문을 했다. 푸틴 총리를 만난 다음, 메드베데프 대통령을 만났다. 두 정상은 군사기술 및 기초응용 기술 분야에서 협력을 증대해나가기로 의견을 모았다.
2010년 11월 10일, 드미트리 메드베데프 러시아연방 대통령은 대한민국 이명박 대통령의 초청으로 10일부터 11일까지 대한민국을 국빈방문했다. 양측은 양국간 군사기술분야에서의 협력이 진전되고 있음을 환영하면서, 동 분야에서의 협력을 지속해 나가기로 합의했다.
즉, 2008년 한러가 전략적 동반자가 되면서, 경제 교류에서 군사 교류도 하기로 했다. 그 후에 계속 한러가 정상회담을 하면서 꼭 군사기술 교류 이야기를 발표했다.
그리고 2012년 한국은 러시아 기술로 레이저 무기 개발 사업을 시작했고, 2013년 러시아 기술로 나로호 3차 발사에서 최초로 발사에 성공했다. 나로호는 1차 2차 발사가 모두 실패했는데, 한국 기술 문제냐, 러시아 기술 문제냐로 다툼이 있기도 했다. 러시아 기술의 한국형 초음속 대함미사일 개발도 이 시기와 겹쳐있다. 군사기술 교류 협력이라는게, 러시아 군사기술을 받기만 하는 것인지, 우리 군사기술도 같이 제공해서 일종의 공동개발을 하는 것인지는, 언론에서 확인된 적은 없다.
한국이 러시아 군사기술을 도입한 것은 노태우 정부 불곰사업이 시작이고, 김대중 정부 때는 나로호 사업이 한러 군사기술 교류의 상징이었다. 현무-2가 러시아 군사기술과 교류한 결실인지는 언론에서 확인된 적은 없지만, 이스칸데르 미사일이 1996년 실전배치, 현무-2가 1999년 실전배되었고, 한국은 오랜기간 현무-2 실물 공개를 하지 않았다가, 2012년 이명박 대통령이 전격 공개했는데, 이스칸데르 미사일과 외양이 똑같고, 미사일 방어 회피기등도 똑같다는 것이다.

### 러시아 레이저 무기 기술 도입
대한민국 정부는 북한의 핵미사일 방어를 위해 최근 러시아에서 레이저포 기술을 도입했다.
레이저빔 개발 사업은 2012년 착수돼 2015년까지 개념연구가 완성된다. 현재로서는 수kW급 출력만 가능해 미사일 요격에는 역부족이다. 
2015년 5월, 김정은이 돌연 모스크바의 제2차 세계대전 승전 70주년 기념식 참석을 취소한 진짜 이유는 콜추가 패시브 레이다와 레이저빔무기 설계도면이 러시아의 감독 부주의로 최근 우크라이나를 통해 한국으로 유출됐기 때문으로 알려졌다. 국방과학연구소, 삼성탈레스, LIG넥스원 등 3군데 연구소에서 연구중인데, LIG 넥스원이 국가 연구개발 과제를 받아 러시아, 인도 등의 관련분야 엔지니어들을 고용하여 가장 적극적으로 연구중이라고 모스크바의 대북소식통들이 전했다.
러시아는 오래전부터 오발탄으로 핵미사일 한 발이 발사될 경우를 대비하기 위해 레이저포로 방어를 해왔다. 대규모의 핵공격은 맞핵공격 밖에 방법이 없고, 군부의 배신이나 오발탄 등으로 한두발의 핵미사일 방어를 위한 대비수단이었다. 이러한 러시아 레이저포를 도입하자, 북한이 매우 화를 내었다.
문재인 정부 들어서는 레이저포 개발의 이야기가 없었다.
2019년 9월 17일, 한화에서 880억원의 개발비를 들여 2023년까지 레이저 대공무기를 전력화하기로 했다고 방위사업청이 발표했다.
그동안 국방과학연구소에서 레이저 대공무기 개발을 해왔으며, 블록 1의 시제품의 모형도 발표했다. 블록 1은 C-RAM 무기체계이다. 향후 전투기 요격과 위성 요격 버전까지 개발할 것이다.
1회 발사 비용이 약 2천 원에 불과하다. 레이저빔은 눈에 보이지 않고, 발사시에 아무 소리도 나지 않는다.
100 km 이상 떨어진 표적을 파괴하려면 1㎿ 이상의 출력이 필요하다.
미 육군은 2017년 록히드 마틴으로부터 60 kw 규모 출력의 차량탑재용 레이저무기를 공급받아 시험을 진행했다. 미 공군은 2018년 50 kw 규모 출력의 레이저무기 시험발사를 했으며, 2019년 F-15 등의 전투기에 직접 탑재해 시험운용했다.
2019년 9월 17일, 방위사업청은 보도자료를 통해 "올해부터 약 880억 원을 투자해 국방과학연구소(ADD) 주관으로 2023년까지 레이저 대공 무기 체계를 개발하는 '레이저 대공 무기 블록Ⅰ' 사업에 착수한다"고 밝혔다. “근거리에서 소형 무인기 및 멀티콥터 등을 정밀타격할 수 있다”면서 “눈에 보이지 않고, 소음이 없을 뿐 아니라 별도의 탄 없이도 전기만 공급되면 운용이 가능하고 1회 발사 비용이 약 2000원에 불과해 경제적”이라고 말했다. 또 방사청은 차량에 탑재해 방사포 요격이 가능한 '레이저 대공무기 블록 Ⅱ'는 2026년까지 개발한다는 계획이다.

### 2023년
2022년, 국방과학연구소(ADD)가 개발해온 '레이저 대공 무기 블록-Ⅰ’이 완성돼, 2023년 1월 현재 운용시험평가(OT, Operational Test)가 진행되고 있다.
운용시험평가(OT)에서, 레이더 등과 연동해 시험해보니 10 km 이상 떨어진 까치, 갈매기 정도 크기의 물체까지 정확히 탐지했으며 수 km 거리 내에서 요격할 수 있었다.
이스라엘 라파엘사가 개발한 레이저 대공포 아이언 빔의 초기 모델(출력 20㎾급, 유효사거리 2㎞ 추정)과 비교할 때 블록-Ⅰ의 레이저빔 출력은 동급이고 사거리는 월등한 수준으로 전해졌다.
해당 레이저포들을 전방의 공지선 상에 빈틈이 없도록 줄줄이 배치하고 후방의 주요 시설 주변 등에도 설치하려면 대략 총 1조 원가량의 예산이 소요될 것으로 전망된다.
2020년 8월 2일, 충남 태안 국방과학연구소(ADD) 안흥시험장에서 창설 50주년을 맞아 첨단무기 합동시연회가 개최됐다. 무인기와 로켓 등을 레이저빔으로 무력화 시키는 ‘레이저 요격장치’가 사격통제관으로부터 발사 명령이 내려지자 북한 노동미사일 모형에 일직선으로 발사됐다. 열영상카메라로 볼 수 있는 20kw의 레이저 빔은 발사가 시작된지 약 5초가 지나자 미사일 모형의 한 가운데를 정확히 관통했다. 미사일 모형은 연기를 내뿜고 철이 녹아내리며 무력화됐다. 사격이 완료된 뒤 확인한 미사일에는 작은 크기의 구멍이 나 있었다.
2023년 12월, 북한 해킹조직 '안다리엘(Andariel)'이 평양 류경동에서 국내 방산업체와 연구소 등을 해킹하고 우리 군이 개발한 레이저 대공 무기 기술을 비롯한 첨단 과학기술이 담긴 파일 250여개를 탈취한 것으로 드러났다. 서울경찰청 안보수사지원과는 안다리엘이 통신·보안·IT 서비스 업계 국내 대기업 자회사와 첨단과학기술·식품·생물학 등을 다루는 국내 기술원·연구소, 대학교, 제약회사, 방산업체, 금융회사 등 수십여곳을 해킹한 사실을 미국 연방수사국(FBI)과 공조해 확인했다고 밝혔다. 경찰에 따르면 안다리엘은 신원이 불명확해도 서버를 임대할 수 있는 국내 서버임대업체를 이용했다. 경찰이 해당 서버를 압수수색하고 이들이 서버 임대에 사용한 국내외 이메일 계정을 역추적한 결과, 안다리엘은 평양 류경동에서 2022년 12월부터 2023년 3월까지 83차례 접속해 해킹활동을 한 것으로 나타났다. 확인된 해킹 피해는 영화 230편 이상의 분량인 1.2테라바이트(TB)에 달한다. 우리 군이 개발한 레이저 대공 무기(드론 요격용 레이저포)와 무기 제작 계획서, 탐지기 등 중요 기술자료와 개인정보도 탈취됐다. 특히 내년부터 양산될 예정인 '드론 요격용 레이저포'를 제목으로 한 압축파일은 통째로 해킹됐다.

## 반사경
2016년 12월 19일, 한국표준과학연구원 우주광학센터 연구팀은 한국기초과학지원연구원, 한국생산기술연구원, 공주대 연구진과 함께 실리콘 카바이드(SiC) 소재로 만든 유효직경 160mm 냉각형 고속변형 반사경 국산화에 성공했다고 밝혔다. 연구팀이 개발한 반사경은 열에 강한 SiC 소재로 만들어졌다. 내부에 냉각수로가 있어 거울 표면에 40 kW급의 고출력 레이저가 나와도 열 변형을 일으키지 않는 게 장점이다.

## 기타 기술 개발

### 한국광기술원
2017년 6월 20일, 한국광기술원은 레이저연구센터 한수욱 박사팀이 5년간 연구 끝에 세계 최고 수준의 올-하이버(All-fiber·섬유) 1.1kW 광섬유레이저(크기 450x 750x 59mm3)를 개발했다고 밝혔다. 광기술원은 이번에 개발한 기술은 미국, 독일, 영국, 중국 등 일부 레이저 강국에서만 보유하고 있는 산업용 고출력 레이저 분야의 최신기술로 그동안 전량수입에 의존했다고 설명했다.
2020년 4월 28일, 광주에 소재한 한국광기술원이 세계 최고 수준의 4.5㎾급 산업용 광섬유 연결 레이저 모듈 국산화에 성공해 상용화를 눈앞에 두고 있다. 최근 개발된 레이저 모듈은 높이 223mm, 19" Rack 5U 사이즈로 2~3개월 내 상용화가 가능하다.

### 고등광기술연구소
광주과학기술원(GIST)은 지난 9일 학내 고등광기술연구소에서 연구를 추진할 ‘우주 레이저 연구센터’ 개소식을 열었다고 2021년 11월 10일 밝혔다.

## HEL-MD
한국의 레이저 대공무기 블록 1의 모형은 보잉이 개발한 HEL-MD와 닮았다. 트럭에 장착한 레이저포로 2013년부터 미 육군 전략우주미사일방어사령부가 시험중이다. 2014년 10 kw 출력의 야전 테스트를 시작했고, 2017년 50 kw 출력으로 높였다. 2017년 경쟁사인 록히드 마틴은 미육군에 60 kw 레이저포 트럭을 인도해서, 세계 최고 기록을 세웠다.
소개 팜플렛에는 사거리 100 m - 20 km, 레이저 출력 50 - 100 kw, 탐지시간 2초 이내, 목표물은 적의 박격포, 자주포, 다연장 로켓, 순항미사일, 휴대용 미사일, 최대 5000회 발사가 가능하다고 한다.
미국 미사일방어국은 5년 이내에 300 kw 레이저 개발이 될 것으로 예상한다.

## 러시아
2018년 3월 1일, 푸틴 대통령이 의회 국정연설에서 6개의 전략 무기를 발표했다. 페레스베트를 자랑했다.

## 시험
2021년 5월, 한화는 레이저 무기 핵심장치인 ‘발진기’ 시제품 개발사업을 243억원에 정부로부터 수주했다. 한화는 국내에서 유일한 레이저 무기 개발업체로, 20년 이상 관련 원천기술을 연구해왔다.
2022년 4월, 한화는 레이저 무기로 300m 떨어진 곳의 포탄을 터트려 무력화 할 수 있는지 실증 시험을 했다.
곡사포에 사용하는 155㎜ 포탄과 박격포용 81㎜ 포탄, M15 대전차 지뢰가 표적으로 준비되었다. 최대 사거리 1 km인 ‘레이저 빔 집속기’(레이저 발사장치)는 지지대까지 포함해 사람 키보다 약간 큰 2m 가량의 높이다. 여기에 레이저 발진기, 전원공급기, 냉각기도 작게 만들어 소형 전술차량에 충분히 싣고 다닐 수 있을 정도의 크기이다. 300m 떨어진 표적은 모두 폭파되었다. 한화 측 설명에 따르면 레이저를 맞은 부위엔 순간적으로 700도 가량의 고온이 발생, 고폭탄 속 화약을 폭발시킨다고 한다.
2022년 12월, 국방부 관계자는 “레이저 대공무기 블록1 연구개발사업이 현재 시험평가 단계”라며 2026년에 연구개발을 끝내고 2027년에는 전력화가 시작될 것으로 전망했다.
2024년 7월 30일 방위사업청은 국방과학연구소 안흥시험장에서 블록-Ⅰ 시제기의 드론 격추 시연회를 열고 이 모습을 언론에 공개했다. 블록-1은 올해 말부터 군에 실전 배치돼 대공방어 임무에 투입된다. 

## 파생형

### 레이저 대공무기 블록-1
- 고정식 발사대
- 레이저 출력: 20 kw
- 사거리: 3 km
- 개발완료: 2024년

### 레이저 대공무기 블록-2
- 이동식 발사대
- 레이저 출력: 30 kw
- 개발완료: 2026년?

### 레이저 대공무기 블록-3
- 레이저 출력: 100 kw
- 사거리: 20 km
- 개발완료: 2028년?

15~20km의 로켓을 격추시키기 위해서는 100kW의 레이저 출력이 필요한 것으로 알려지고 있다. 로켓 외피를 관통하기 위해서는 동일 지점에 2초 동안 레이저 빔을 유지해야 하며, 이것은 쉬운 일은 아니라고 전문가들은 평가하고 있다. 레이더와 레이저무기 조준체계 간을 연결하면 원하는 결과를 얻을 수 있을 것으로 분석하고 있다.

## 해외사례
2018년 12월 5일, 러시아가 개발한 신형 레이저 무기 페레스베트가 실전배치되었다. 러시아는 페레스베트 레이저 무기가 5초만에 3마일 떨어진 드론을 요격하며, 1500 km 떨어진 인공위성을 무력화시킬 수 있다고 주장한다.
2021년 6월, 이스라엘 국방부가 이스라엘 방산업체 엘빗시스템즈와 공동으로 개발한 고출력 레이저 격추 시스템 시제품을 비행기에 설치하고 공중에서 드론 다수를 격추하는 실험에 성공했다. 레이저 출력이 100kw였다. 이스라엘 국방부가 공개한 실험 영상을 보면, 전비중량 3.6톤으로 매우 작은 세스나 캐러밴 경비행기의 옆면에 장착된 레이저 시스템의 모습이 보인다. HPL-WS(High-Power Laser Weapon System)이라고 부른다.

## 같이 보기
- 레이저 무기 시스템
- 아이언 빔
- 페레스베트